# Bernhard Hempen
Bernhard Hempen (* 24. Januar 1881 in Meppen; † 18. August 1945 in Landsberg an der Warthe) war ein deutscher Jurist. Von 1930 bis 1933 war er Präsident des Oberlandesgerichts Frankfurt am Main.

## Werdegang
Hempen wurde als Sohn eines Prokuristen geboren und katholisch getauft. Er studierte Rechtswissenschaften und war Mitglied der katholischen Studentenverbindungen KStV Hansea Halle, KStV Brisgovia Freiburg im Breisgau und KStV Teutonia Leipzig im KV. Nach der ersten Staatsprüfung 1903 wurde er 1905 an der juristischen Fakultät der Universität Rostock promoviert. Nach dem Assessorexamen 1909 wurde er in den Staatsdienst übernommen und 1913 zum Richter am Landgericht Bochum ernannt. Von August 1914 bis Januar 1919 leistete er Kriegsdienst im Ersten Weltkrieg und diente als Kompanieführer in einem Infanterieregiment. Er wurde leicht verwundet und kehrte nach seiner Entlassung als Oberleutnant der Reserve in den Justizdienst zurück. 1920 wurde Hempen Landgerichtsrat am Landgericht Duisburg, ein Jahr darauf wurde er zum Oberlandesgerichtsrat am Oberlandesgericht Düsseldorf befördert. 1925 wurde er an das preußische Justizministerium abgeordnet, wo er als Ministerialrat die Personalabteilung leitete. 1926/1927 trat er der Zentrumspartei bei, der er bis zum 31. März 1933 angehörte. Zum 1. März 1928 wurde er zum Mitglied des Landesamtes für Familiengüter in Berlin, das dem Justizministerium zugeordnet war, bestellt.
Am 1. April 1930 wurde Hempen – als Nachfolger von Ernst Dronke – zum Präsidenten des Oberlandesgerichts Frankfurt am Main ernannt. Als Vorsitzender des Disziplinarstrafsenats gestattete Hempen bereits in den Jahren 1931/1932 Justizbeamten eine Betätigung in der NSDAP, was zu dieser Zeit verboten war. Mit der Machtergreifung Anfang 1933 wurde Hempen zum willfährigen Diener der Nationalsozialisten. Zum 1. Mai 1933 trat Hempen der NSDAP bei (Mitgliedsnummer 2.536.809). Bereits am 6. April 1933 übersandte er nach Berlin eine Liste mit den Namen von 36 Richtern, die „mit Rücksicht auf ihre Zugehörigkeit zur jüdische Rasse“ beurlaubt worden waren. Im Mai 1933 entzog er jüdischen Notaren aufgrund des „Gesetzes über die Zulassung zur Rechtsanwaltschaft“ vom 7. April 1933 die Notars-Zulassung.
Hempen hatte sich jedoch über die eigene Lage getäuscht. Zum 1. Juni wurde er als OLG-Präsident abberufen und zum 1. Juni 1933 als Senatspräsident an das Kammergericht nach Berlin versetzt. Nach von Gruenewaldt kann man Hempen „…als gescheiterten Opportunisten bezeichnen“, die Umstände seiner Strafversetzung seien nur teilweise rekonstruierbar, eine Rolle habe sicher die frühere Mitgliedschaft in der Zentrumspartei gespielt. Hempen übernahm in Berlin den 23. Zivilsenat und gehörte dem juristischen Landesprüfungsamt an.
Über den weiteren Lebensweg Hempens liegen nur wenige Dokumente vor. Seine Beitritte zu NS-Unterorganisationen, wie dem Nationalsozialistischen Rechtswahrerbund (Oktober 1933), der Nationalsozialistischen Volkswohlfahrt (1934) und der NS-Kulturgemeinde Berlin (1935), legen den Schluss nahe, dass sich Hempen mit dem Regime arrangierte. Zimmer schreibt, dass Hempen während der Besetzung Berlins durch sowjetische Truppen verhaftet und in das Speziallager in Landsberg an der Warte gebracht wurde, wo er am 18. August 1945 starb.